# ヒーロー

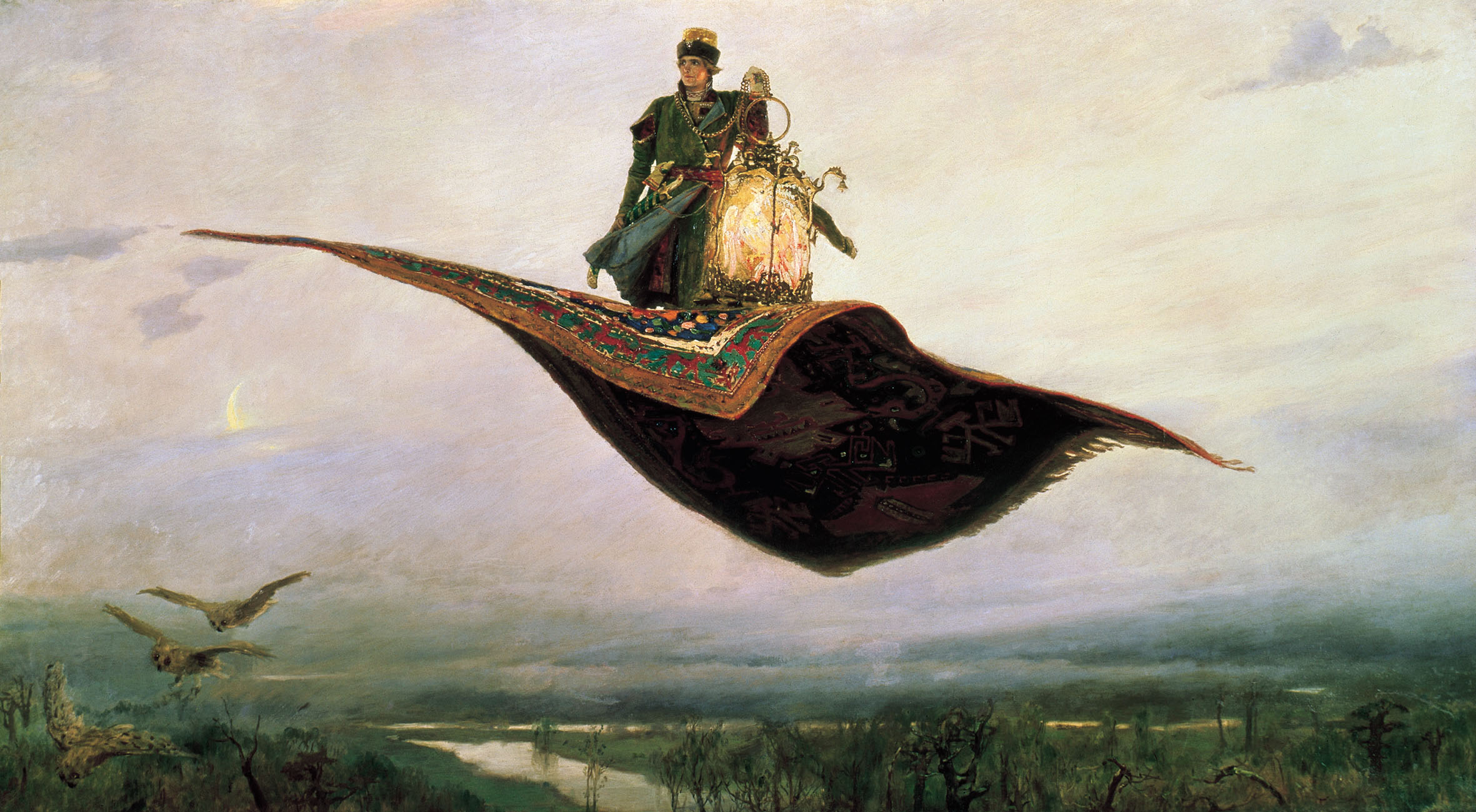
イワン王子・スラヴ神話の英雄（ヴィクトル・ヴァスネツォフ画）

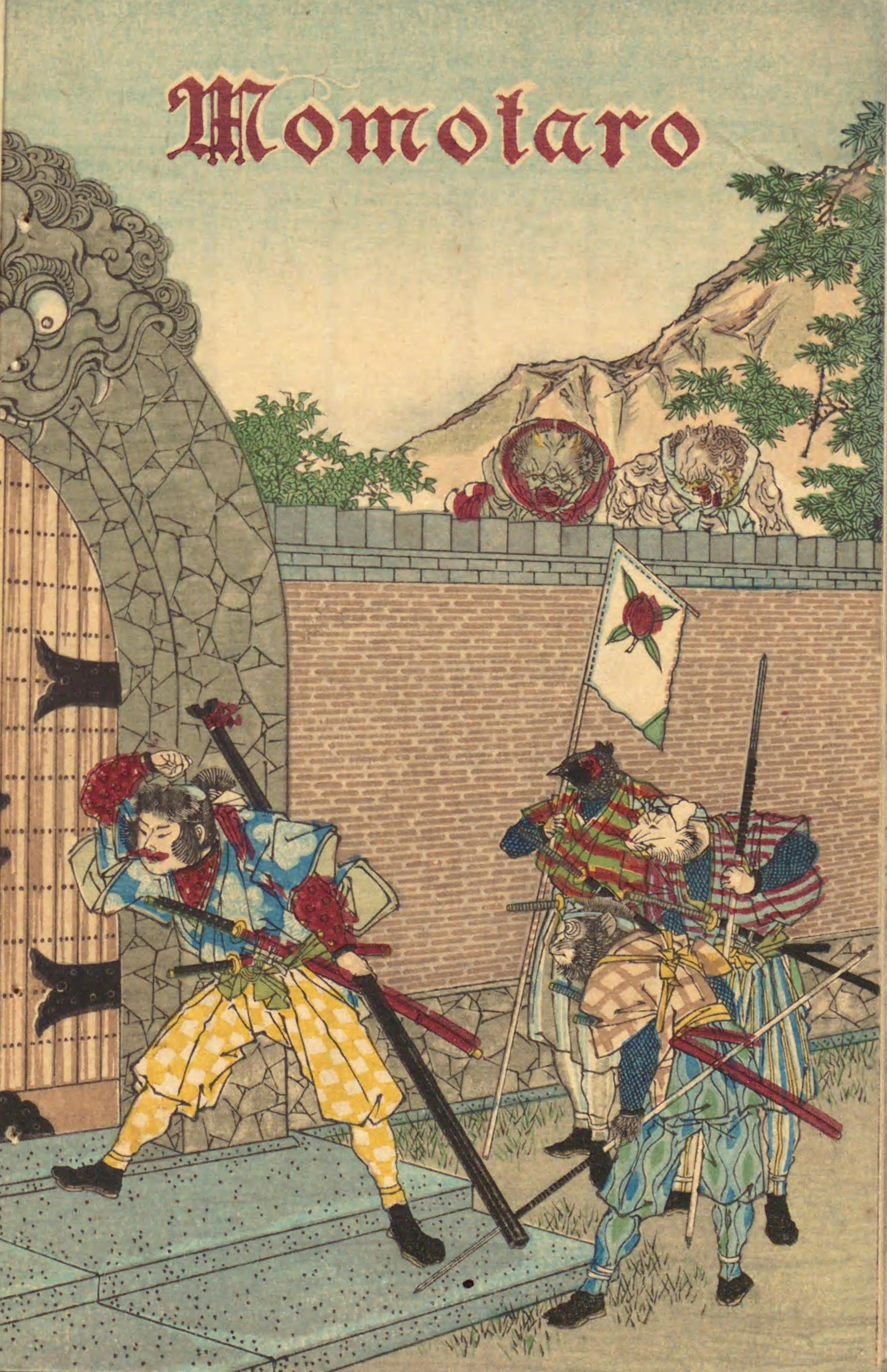
桃太郎、日本神話の英雄。

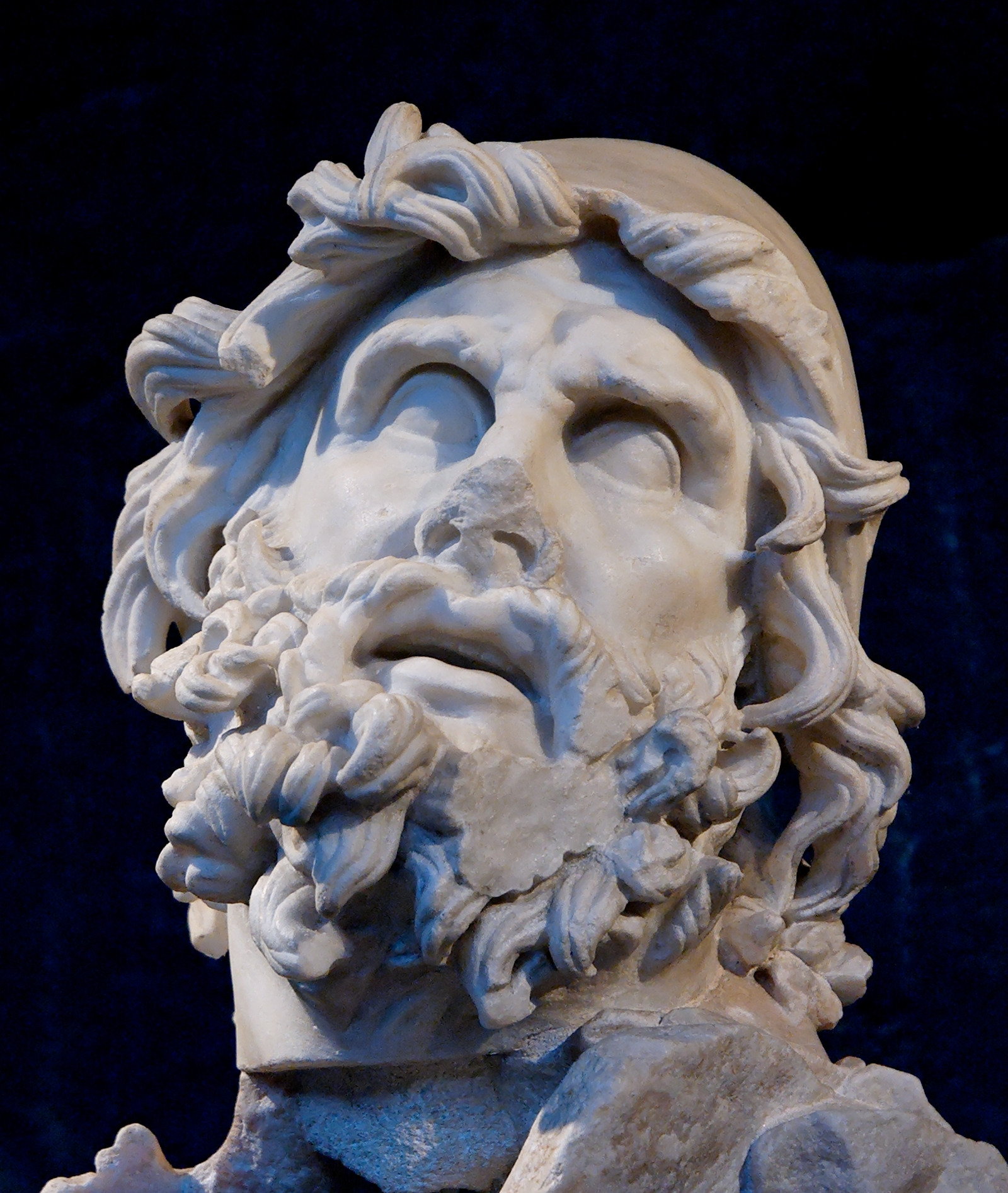
オデュッセウス、ギリシア神話の英雄

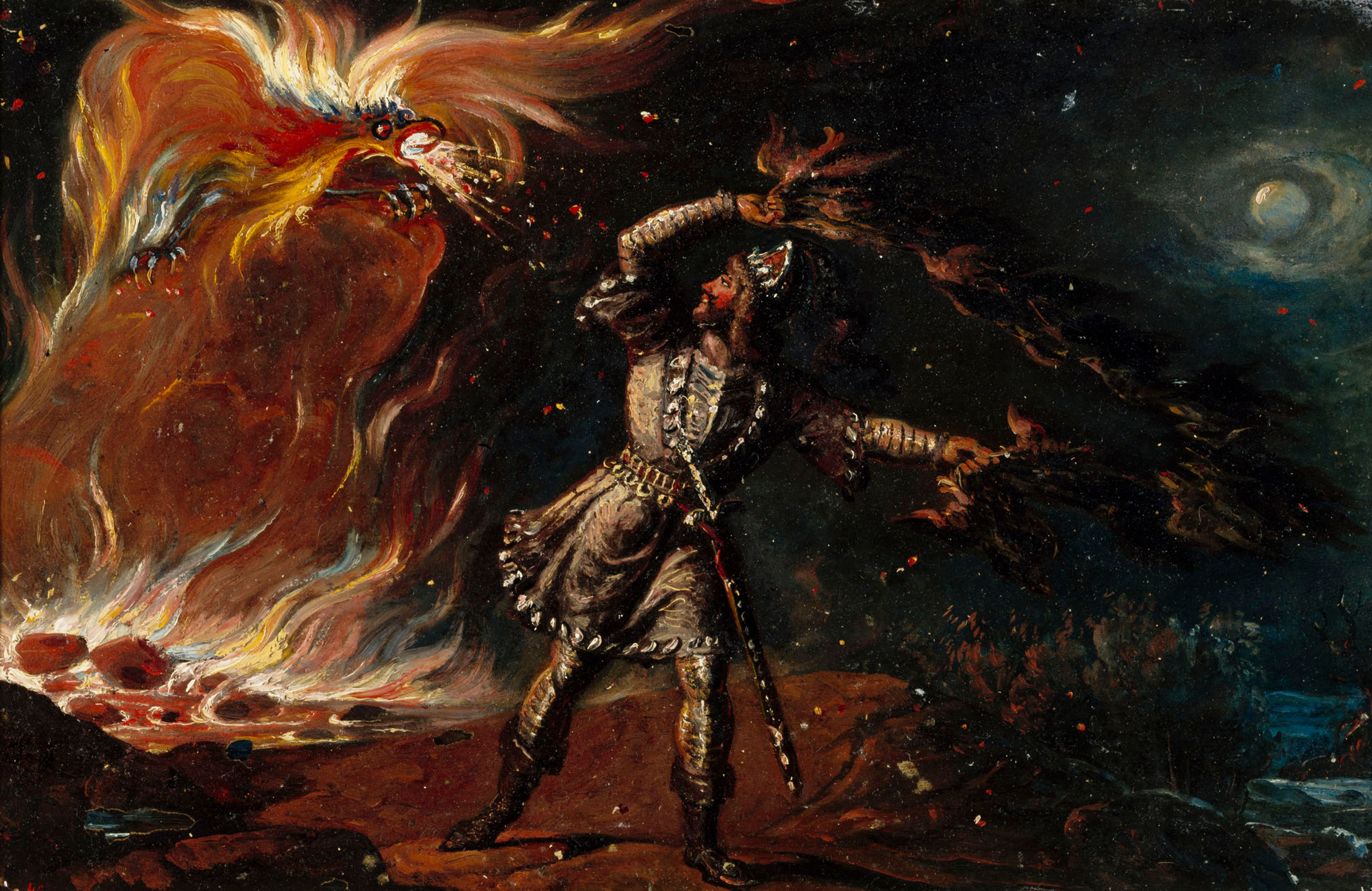
『レンミンカイネンと火の鷲』（ロバート・ウィルヘルム・エクマン、1867年）

ヒーロー（英語: hero）は、英雄、勇士、華々しく活躍した人、敬慕される人物、小説・演劇などの男性主人公。女性の場合はヒロインと呼ぶ。

## 概要
ヒーローとは、英雄のことと、神話や物語などの主人公のこと。ヒーローの多くは、普通の人を超える力・知識・技術を持ち、それらを用いて一般社会にとって有益とされる行為、いわゆる救世主としての行為を行う。多くの物語では、これを阻止しようとする悪役・敵役が共演することになる。また、突出した能力を持っていない場合でも、何らかの形で英雄的行為をすることがある。
物語などで女性が主人公の場合は「ヒロイン」と称される。また、主人公でなくても、男性主人公の恋人の女性もヒロインと称されることがある（女性主人公の恋人になる男性はヒーローと呼ばれる）。
英雄的な活躍をする女性キャラクターにあえて「ヒーロー」という呼称を使うことがある（1998年のディズニー映画『ムーラン』など）。これは日本だけでなく、英語圏の米国でも同様である。厳密な男性形・女性形よりも、単語のイメージやニュアンスが優先されたためと考えられる。
一般的に誰かがヒーローになるには、人々に賞賛される素晴らしい行為を行う必要がある。伝統的なヒーローは怪物を倒したり、人の命を救ったりするなど、そのヒーローが属する文化で高潔な正義の振る舞いをし、幸福な結婚や出世をすることになるが、悲劇では性格や弱点などを持ち、それを突かれて悲劇的な結末を迎えることになる場合もある。
実在する人物が、伝承や噂の中でその行為が膨らみ、ヒーローとして人々の中で一人歩きを始めることがある。この場合は、いつの間にか超人的な行為を行ったことになっていることが多い（→聖人伝説、英雄伝説）。
研究者の中には、社会情勢が不安定になったり、国家の行く先が不安になったときに、模範的人物としてヒーローが求められるようになると主張している。特に若い人の中でこの傾向は顕著であるとしている。ユング派深層心理学に置ける集合的無意識の顕在化であるとする説もある。

## 文化
多くの文化では、有名なヒーローは神と同じように扱われる（エウヘメリズム）。ヒーローという言葉は古代ギリシア文化と神話から来ている。多くのギリシア神話のヒーローは、神の子孫である都市、国家、領土の名祖である。必ずしも模範的な人物であったり、英雄的な素質をもっているわけではなかったが、多くは半神の存在であった。神話と歴史が未分化であったこの時代を「英雄時代」と呼ぶ。この時代はトロイア戦争と共に終わり、ヒーローたちは家に帰り余生を過ごすか、当ても無くさまようことになる。ヒーローは叙事詩やギリシア悲劇の主人公として扱われ、このため西欧語では英雄を意味する語は「主人公」をも意味する。よく知られた英雄にアキレウス、オデュッセウス、オイディプスがある。
キリスト教以前のほとんどのヨーロッパの宗教が、ヒーローをその神話の中に抱えている。これらのヒーローは、その功績や崇拝方式が正教会やカトリック教会の教義の中に吸収・習合され、現在の聖人崇敬の元となっている。
悲劇性を帯びたヒーローとして日本では日本武尊、源義経などが知られるが、後には戦死を含め不慮の死が悲劇として捉えられ、御霊信仰に繋がった。祟りを恐れて平将門らが神として祀られたのがその一例である。戦時中では決死の攻撃をした者が軍神として英雄視される事もあった。その一方で徳川家康を祀る東照宮のように悲劇とは無縁の例もある。
最近の映画・漫画・アニメでは、ヒーローは特別な力を持たない普通の人物であるが、社会から迫害されており、最後にそれに打ち勝つというような例も多い。さらに、近年顕著な傾向だが、ヒーローはすべてを救えないときもある。そのとき描かれる人間性の輝きが人の心を惹きつけるために使われる。

## ヒーローと敵役
ヒーローと敵役（ライバル）は密接な関係にあり、ある文化でヒーローであっても、その文化に隣接している別の文化では逆に描かれることが多い。この場合、反社会的とされる行為でもその人物を打ち倒したために賞賛されることが多いが、必ずしも一般的にその行為が社会的に受け入れられているわけではない。たとえ同じ行為であっても、その文化内で行われた場合は非難することが多い。しかし、そのために敵役を事実に反し、文化外の人物に設定することでヒーローの権威を高めることも行われる。

## 反資本主義との関連

### 商人（ブルジョア）と英雄（ヒーロー）
歴史学者で社会思想史学者のジェリー・Z・ミュラーによると、近代では商人（ブルジョア）と英雄（ヒーロー）は、対立的関係として描かれてきた。商人は平和に、英雄は戦いに結びつけられて表現されている。
例えば哲学者で社会学者のゲオルク・ジンメルによると、戦争が無かった時代（市民的・商業交流的時代）の文化・社会は、悲しむべき状態にある。それに対して、戦争は「希望」に満ちた効果を及ぼすものであり、つまり戦争とは「精神的な転換点」である。そのため、戦争状態に入った国家（ドイツ）は「偉大なる可能性に満ちているのだ」と、ジンメルは宣言している。また、マックス・ウェーバーは第一次世界大戦について
と記した。ジンメルいわく、戦争は
である。ジンメルと同様に国家主義（ナショナリズム）的な社会学者兼経済学者ヴェルナー・ゾンバルトも、戦争によって社会は「意味」と「集団的目的」を取り戻したのだ、と主張した。ゾンバルトは『商人と英雄 ―― ナショナリズム的な省察』において、資本主義と英雄主義との対立を、「宗教戦争」として解釈し直した。その戦争は
という二項対立として表現された。ゾンバルトによれば、ブルジョア社会（市民社会・資本主義社会）とは、国家の「破滅への道」である。しかし、戦争は国家を救う。「奇跡が起こり」、古き「英雄精神」が開花するのは、戦争というもののおかげである。戦争は「勇気」・「自己犠牲」・「従順」・「信心深さ」といった「徳」を復活させるという。批判を受けた場合ゾンバルトは、自分は「ユダヤ人」から被害を受けていると主張した。
ゾンバルトいわく、戦争とは「実存的な戦い」であり、異なる国家の間だけでなく、異なる文化や世界観（Weltanschauungen）の間でも行われる。そして、資本主義国イギリスや共和主義国フランスは
- 「西ヨーロッパ文明」
- 「1789年の理念」（フランス革命・人権宣言）
- 「商業的価値観」

を体現しているとした。ゾンバルトはそういったブルジョア意識（資本主義）を「快適主義（Komfortismus）」と呼び、批判した。
また、「ランゲマルクの戦い」に参加し、戦場での「英雄的行為」を讃える作品を書いたエルンスト・ユンガーは、
と述べた。死は、劇的かつ精神的な刃となって、「喜び」を「快適主義」から切り離すとされた。
オズワルト・シュペングラーなどのドイツ思想家たちも、ブルジョア階級・商人・ビジネスマンを「生命にしがみつき、高い理想のために死ぬことを躊躇し、暴力的闘争から逃れようと躍起になり、人生の悲劇的要素を否定しようとする」、という理由で軽蔑していた。

### 資本主義の超克
ウェーバーやジンメルの態度には、自由主義（リベラリズム）も見られた。しかしドイツ・オーストリア・ハンガリーなどでは、戦争を理由に知識人が自由主義を捨て、左翼・右翼の原理主義に走るようになり、政治的二極化が起きた。このような人々は、資本主義（近代世界システム）を「改革」しようとはせず「超克」しようとした、とされている。

## 死の崇拝・自殺攻撃との関連
哲学者、記号学者、オックスフォード大学名誉研究員のウンベルト・エーコによると、様々な結束主義（ファシズム）の中でも典型的なものは「原ファシズム」または「永遠のファシズム」という。原ファシズムにおける、英雄主義と「死の崇拝」（死万歳）との関連について、エーコは次の通り論じている。
| こうした見通しに立って、〈一人ひとりが英雄になるべく教育される〉ことになります。神話学において、「英雄」はつねに例外的存在ですが、原ファシズムのイデオロギーでは、英雄主義とは規律なのです。その英雄崇拝は「死の崇拝」と緊密にむすびついています。ファランヘ党の合言葉が「死万歳！」であったことは偶然ではありません。 ふつうの人びとになら、死ぬのはいやだろうけれど尊厳をもって立ち向かいなさい、と言うものですし、信仰者に対しては、死は神の意志による幸福に到達するための悲痛な方法なのです、と言うものです。 ところが原ファシズムの英雄は、死こそ英雄的人生に対する最高の恩賞であると告げられ、死にあこがれるのです。原ファシズムの英雄は死に急ぐものです。そのはやる気持ちが、実に頻繁に他人を死に追いやる結果になるのだということは、はっきり言っておくべきです。 |

原ファシズムには「伝統崇拝」という特徴もあり、これはフランス革命後の反革命思想に典型的だとされる。

### 枢軸国および枢軸国陣営

#### ナチス・ドイツ
国家社会主義（ナチズム）によって、カミカゼ（神風特攻隊）は英雄として位置づけられた。1944年11月4日、ナチスの機関紙『民族の監視者（フェルキッシャー・ベオバハター）』は、東京発で記事を一面に掲載した。
この記事は「シキシマ隊の隊長」についても述べており、それは神風特攻隊の敷島隊を率いた、関行男大尉のことだった。関大尉は出撃直前に「僕のような優秀なパイロットを殺すなんて、日本はお終いだよ」と述べていたが、この言葉は戦後まで明らかにされないまま、軍部もメディアも特攻隊を「英雄」として美化した。
「サムライの国」の特攻作戦を、空軍大佐のハヨ・ヘルマンは、現実の戦略として練り上げ、エルベ特攻隊を組織した。ドイツ側は特攻隊の戦果を誇張したと見られるが、ドイツ指導部は失望していた。例えばヨーゼフ・ゲッベルスは、7日の日記に「成果は確定していないが、期待していたほどは高くなかったようだ」と記している。米軍側の損害は、爆撃機・戦闘機合わせて2000機からすればわずかであり、ドイツへの空襲は予定通りに進んだ。
特攻隊指揮官ハヨ・ヘルマンは現在のドイツでは、「極右主義者」と見なされている。2008年にヘルマンは三浦耕喜から取材され、神風特攻隊やヒトラーとの関連、「自己犠牲攻撃」によって多くの若者を死なせたことについての考えを尋ねられた。ヘルマンは顔色を変えず、「淡々と答えた」という。
ヘルマンは特攻作戦を正しいものとして譲らず、ドイツのメディアは彼を「ネオナチ支持者」と見なしている。

#### 大日本帝国
帝国がほとんど壊滅状態となっても、海軍の戦略家は「すぐれた日本精神の発露」によってアメリカをなぎ倒すことができると考えていた。「すぐれた日本精神の発露」とは、死を「神聖な犠牲」として受け入れるよう命じられた若者たちによる、神風特攻だった。
様々な圧力下での「志願」を行なった特攻隊志願兵たちは、大多数がエリート大学の人文学系の学生だった（理科系の学生は「そう安易には犠牲にできない」と見られていた）。隊員たちは、自分たちの犠牲が日本を勝利に導くとは滅多に信じていなかったが、死の「純粋さ」や「無私」が、より良く、より「公正」「本物」で、より「平等」な日本への道を示すことを願っていた。例えば、22歳で死亡した隊員・佐々木八郎はこう述べている。
文化人類学者の大貫・ティアニー・恵美子によると、「破壊の灰の中から立ち上がるフェニックス」という隠喩は、佐々木など当時の若い知識人が、しばしば用いていた。フェニックスの表現は「人類愛に溢れ、個人主義を利己主義へと変えてしまった資本主義から解き放たれた、新しい日本」を指すのに用いられていた。また、特攻隊員ではない学徒兵たちにも、佐々木と同様の傾向が見られる。例えば、ドイツ社会主義者（マルクス主義者）を自称していた林尹夫は、詩で「フィナーレ、タブー、崩壊」を切望しており、「カオス」「破壊」「再生」という表現も多用していた。

#### イスラム圏
「英雄的行為」を讃えるエルンスト・ユンガーは、他の20世紀初頭のドイツ知識人たちと同様に、イスラム世界へ深い影響を与えた。ユンガーの作品『線を越えて』は、1960年代にイランの著名な知識人アレ・アフマッドによって翻訳された。翻訳を手伝った友人マフマト・フマンも、翻訳後に「二つの目で見たが問題は一つ。二つの言語で語ったが主張は一つ」とし、ユンガーのメッセージの普遍性を強調した。
アラブ社会主義復興運動（バース主義）の推進者であるザティ・ヒュスリや、シリアバース党結成者のミシェル・アフラクのような思想家たちも、ドイツ思想から多大に影響されていた。こうした汎アラブ主義者の敵は、植民地主義的な「西洋」だったが、例に漏れずここでも「西洋」は、ヨーロッパ原産の思想に挑戦されていた（その思想は、日本の超国家主義者たちを鼓舞したものと同種だった）。ヒュスリの理想は、軍事鍛錬や
によって結びついた、アラブ人の「フォルクスゲマインシャフト」（自然発生的民族共同体）だった。
「カミカゼ」戦術は「神の党」（ヒズボラ）によって、1982年のイスラエル侵攻後のレバノンでも採用された。1983年10月には、爆弾を積んだトラックの自爆テロによって、241人のアメリカ兵が殺害された。その10年後には、パレスチナ人も自爆戦術を行なった。
自爆攻撃者は「しばしば報復の念にとらわれている」とされる。しかし彼らを送り出す側の思想では、自爆攻撃とは「戦争」であり、「死ぬ覚悟のできた聖戦戦士」が、快適主義（ブルジョア的物質主義）に陥った軽蔑すべき者たちに挑む戦いである。例えば「神の党」の精神的指導者ハサン・ナスララは、2000年5月にイスラエル軍がレバノンから撤退した後、こう述べている。
アメリカのアフガニスタン侵攻が開始された直後では、イギリスの新聞がタリバンにインタビューをした時、タリバンの若いジハーディ（努力家・聖戦戦士）はアメリカの敗北を信じていた。彼によると
が、その理由だった（このように「西洋」を軟弱・病的・快楽中毒の退廃的文明とする見方は、「西洋」に対する世界各地での「聖戦」に共通している。大日本帝国も、ジャズ等の「西洋」を敵性文化と見なした）。オサマ・ビン・ラディンが若い信奉者たちを扇動する際に用いる、「死の崇拝」的レトリックには、「カミカゼ精神」との類似点が多いとされる。
またビン・ラディンは、彼の若い「騎士」たちについて、
と述べている。ビン・ラディンの言葉はイスラムの主流ではなく、彼が好む「狂気的（insane）」という形容詞は、むしろ国家社会主義（ナチズム）が多用した「狂信的（fanatisch）」という表現に近い。確かに聖戦は、イスラム国家の防衛という大義の名で正当化されてきており、戦死した信者には天国での悦楽が約束されてきたが、自殺の肯定や「死そのものの賛美」は、（伝統的スンニ派では特に）存在しなかった。フリーランスのテロリストが非武装の民間人を殺害し、殉教者として天国に迎えられるという考えも、近代以降の「発明」と考えられる。

### 英雄主義と反資本主義
自由民主主義は商業的な政治制度であり、利益の相違は交渉・妥協を通じて解決するシステムである。当然、そのような制度は「英雄的」ではなく、反民主主義からは「卑劣」「軟弱」「凡庸」「腐敗」等と見なされてきた。アレクシ・ド・トクヴィルの見解によると、民主主義下の市民（ゾンバルトの言う「ブルジョア」や「商人」）は、生命をかけて戦闘することを簡単には受容しない。
平凡かつ自由（リベラル）な資本主義や民主主義は、「英雄（ヒーロー）」や「栄光」を重視する人々にとって、納得できない発想だった。そのため、結束主義（ファシズム）が魅力的に受け取られることもあった。その理由は、優秀な美徳や精神性を誇る「スーパー国家」や「スーパー人種」、「スーパー宗教」に属しているというだけで、「凡人でもつかの間の栄光を垣間見ることができたから」とされる。
人間の貪欲・不正から「浄化」された理想世界実現のための自己犠牲は、凡人が英雄的気分を味わう方法となっている。彼らは快適主義下で暮らすよりも、「崇高な理想」のために、「荘厳さ」の中で死ぬことを選ぶ。そういった壮絶な死は、英雄的行為と見なされる。また、全体主義政権下で暮らす人間にとっては、「英雄的な死」こそが、個人として選べた唯一自由な行動でもあった。